# 지방도 제305호선
지방도 제305호선은 경기도 화성시 서신면 상안리 상안 교차로와 안산시 단원구 초지동을 잇는 경기도의 지방도이다. 도로는 화성시 서신면 상안리부터 송산면 고정리까지만 존재하며, 고정리부터 안산시 초지동까지 구간은 시화호를 건너야 하는 구간이라 미개통 상태다.

## 연혁
- 2005년 3월 28일 : 기존 지방도 제305호선인 '인천 ~ 하성선'을 폐지[1]
- 2005년 3월 28일 : 지방도 제305호선을 새로 지정[2]
- 2008년 5월 8일 : 탄도 ~ 송산간 도로(화성시 서신면 상안리 ~ 화성시 송산면 육일리) 2.81km 구간 개통[3]

## 주요 경유지
- 화성시
  - 서신면 상안 교차로 - 상안육교 - 당성터널
  - 송산면 당성터널 - 육일리 - 육일 교차로 - 대부도입구 교차로 - 사강리 - (송산중학교) - 삼존리 - 쌍정리 - 고정초등학교 - 고정리 - (뱃머리) - (미개통 구간)

- 안산시
  - 단원구 (미개통 구간 : 초지동)

## 중복 구간
- 화성시 서신면 상안 교차로 ~ 상안육교 : 지방도 제318호선과 중복

## 도로명
- 화성시 서신면 상안 교차로 ~ 송산면 육일 교차로 : 화성로
- 화성시 송산면 육일 교차로 ~ 사강리 : 사강로
- 화성시 송산면 사강리 ~ (송산중학교) : 송산로
- 화성시 송산면 (송산중학교) ~ (뱃머리) : 공룡로